# NHK大河劇
NHK大河劇（日语：／ Taiga Dorama */?）是日本放送協會（NHK）自1963年起，每年製作一檔的系列電視連續劇，於日本時間每星期日晚間8點在NHK綜合頻道播出，每集播出時間為45分鐘，每一檔製作約50集（不過在1993年到1994年這兩年，則一共製播了三檔）。其以日本歷史的人物或是一個時代為主題製作，與時代劇類似。

## 概要
大河劇中的“大河”來自法文詞彙中的（大河小说），意即以家族世系的生活思想为题材而写成的系列长篇小说，從這個名字也可看出大河劇的定位。
大河劇的主要題材，以日本家喻戶曉的戰國時代故事為主，其次則是幕末故事，改編自歷史小說的也不在少數。在選角方面多以實力派演員優先，但因近年來收視率不振的關係，大量採用偶像演員，且在故事上虛構部份頗多，遭到非議的地方也不少，所以一度有人提出「大河廢止論」，認為應該停拍大河劇。
特別的是，在1984年到1986年之間，大河劇連續三部都是近代戲。NHK為此另開一個「水曜時代劇」時段，也做了三檔古裝劇，演員絕大多數都曾經參與過大河劇的演出，使得水曜時代劇在實質上地位與大河劇可以相提並論。
大河劇的演出者幅度非常廣，有時候邀請的主角、配角，會橫跨非電視電影界的人物，比如舞台劇、傳統藝能演員、歌手、偶像、搞笑藝人，陣容非常多元，因此會看到一些平常看不到的面孔。在一開播時，曾有五社協定（僅用松竹、東寶、大映、新東寶、東映的導演與演員），因此啟用的很多當時新進演員，如緒形拳、高橋幸治、石坂浩二等，一演出就變成超級巨星。在五社協定結束後，也不乏新人爆紅的案例，如第21作《德川家康》演出信長的役所廣司、第25作《獨眼龍政宗》的渡邊謙。另外在2000年後，《北條時宗》的北村一輝和宮迫博之、《新選組！》的山本耕史和堺雅人等，也都是因為演出大河劇後活躍起來。
目前統計，歷年大河劇主角最年長者為2000年《葵德川三代》的津川雅彥，時年60歲；最年輕者為2008年《篤姬》的宮崎葵，時年22歲。而主演次數最多者為西田敏行，共計四次。兼任大河劇和晨間劇主角的有四人——松嶋菜菜子、宮崎葵、井上真央及吉高由里子。
大河劇自始至第6作《龍馬來了》為止都是黑白色作品、第7作《天與地》開始採彩色拍攝。第29作《太平記》開始採音響效果，且為加深觀眾對歷史的印象，並可觀賞地方風情，開啟了遺蹟巡禮橋段——太平記故里（太平記のふるさと），這便是後來大河劇紀行的雛形。第39作《葵德川三代》開始採高畫質拍攝，第49作《龍馬傳》採30P攝影機拍攝。第58作《韋驮天～東京奧運故事～》進一步採用4K超高畫質拍攝，片尾紀行首次介紹國外城市。
大河劇原則上是一年一作。但1993-1994年間出現短作：《琉球之風》播出6個月、《炎立》與《花之亂》均僅9個月。2009年至2011年，NHK推出「21世紀特別大河劇」，原定在2006年播出司馬遼太郎原著的《坂上之雲》（坂の上の雲），但因編劇野澤尚自殺身亡的關係，使本劇要在三年內的12月分部上檔。
因為保存技術與版權等問題，現存較為完整的大河劇，約從1976年《風雲虹》開始。1970年代由於底片成本高昂，故放送後節目會拿去錄製其他節目。因此NHK在1970年代以前自身留存的大河劇完全度也無法得知。但現在已經逐步發掘或透過民間提供，送至美國修復。目前有16部作品仍處於殘缺狀態，確定的是1978年《黃金的日子》有完全版、1980年《獅子的時代》以後完全版、總集篇都有。1977年《花神》有留存總集篇，1975年《元祿太平記》有完全版（參演者江守徹錄製）。另外像1971年《春之坂道》最終回有家庭錄影帶版，1979年的《草燃》部分內容也有民間提供。
另外，在大河劇中飾演同一角色的演員也是非常少有，目前有紀錄的共29位：

| 演員       | 角色         | 劇名                                           |
| ---------- | ------------ | ---------------------------------------------- |
| 神木隆之介 | 源義經       | 《義經》 《平清盛》                            |
| 高橋幸治   | 織田信長     | 《太閤記》 《黃金的日子》                      |
| 藤岡弘     | 織田信長     | 《女太閤記》 《春日局》                        |
| 緒形拳     | 豐臣秀吉     | 《太閤記》 《黃金的日子》                      |
| 仲村亨     | 豐臣秀吉     | 《信長KING OF ZIPANGU》 《琉球之風》           |
| 竹中直人   | 豐臣秀吉     | 《秀吉》 《軍師官兵衛》                        |
| 寺尾聰     | 德川家康     | 《國盜物語》 《軍師官兵衛》                    |
| 津川雅彥   | 德川家康     | 《獨眼龍政宗》 《葵德川三代》                  |
| 北大路欣也 | 德川家康     | 《江～公主們的戰國～》 《直衝青天》            |
| 寺田農     | 淺井久政     | 《信長KING OF ZIPANGU》 《江～公主們的戰國～》 |
| 伊吹吾郎   | 北條氏政     | 《天地人》 《軍師官兵衛》                      |
| 田中健     | 佐久間信盛   | 《信長KING OF ZIPANGU》 《利家與松》           |
| 唐澤壽明   | 前田利家     | 《利家與松》 《功名十字路》                    |
| 段田安則   | 瀧川一益     | 《秀吉》 《真田丸》                            |
| 若林豪     | 真田幸村     | 《德川家康》 《獨眼龍政宗》                    |
| 勝野洋     | 德川秀忠     | 《德川家康》 《獨眼龍政宗》                    |
| 川野太郎   | 榊原康政     | 《功名十字路》 《天地人》                      |
| 神山繁     | 本多正信     | 《女太閤記》 《葵德川三代》                    |
| 石田太郎   | 大久保忠隣   | 《春日局》 《葵德川三代》                      |
| 中村元則   | 藤田傳五     | 《春日局》 《信長KING OF ZIPANGU》             |
| 小栗旬     | 石田三成     | 《秀吉》 《天地人》                            |
| 松本幸四郎 | 呂宋助左衛門 | 《黃金的日子》 《真田丸》                      |
| 淺利陽介   | 小早川秀秋   | 《軍師官兵衛》 《真田丸》                      |
| 馬渕晴子   | 大藏卿局     | 《春日局》 《葵德川三代》                      |
| 高崎晃子   | 松坂局       | 《德川家康》 《春日局》                        |
| 中村富十郎 | 西鄉隆盛     | 《勝海舟》 《獅子的時代》                      |
| 傑瑞・伊藤 | 薩道義       | 《三姊妹》 《龍馬來了》 《勝海舟》             |
| 濱野謙太   | 伊藤博文     | 《西鄉殿》 《韋駄天～東京奧運故事～》          |
| 深水元基   | 福島正則     | 《真田丸》 《怎麼辦家康》                      |

## 歷年大河劇列表
| 排 序 | 中文劇名 日語原文劇名 （羅馬拼音）                                   | 播出起訖日期                  | 原著                                    | 編劇                                    | 音樂              | 演员                                                                                  | 注 | 平均收視率 |
| ----- | -------------------------------------------------------------------- | ----------------------------- | --------------------------------------- | --------------------------------------- | ----------------- | ------------------------------------------------------------------------------------- | --- | ---------- |
| 1     | 花之生涯 (Hana no Shōgai)                                            | 1963年4月7日 1963年12月29日   | 舟橋聖一                                | 北條誠                                  | 富田勳            | 尾上松綠 佐田啓二                                                                     | ＊全劇為黑白。 ＊講述江戶幕末時代之大老・井伊直弼的生涯。 | 20.2%      |
| 2     | 赤穗浪士 (Akō Rōshi)                                                 | 1964年1月5日 1964年12月27日   | 大佛次郎                                | 村上元三                                | 芥川也寸志        | 長谷川一夫                                                                            | ＊講述江戶幕府五代將軍德川綱吉時之忠臣藏事件。 | 31.9％     |
| 3     | 太閤記 (Taikōki)                                                     | 1965年1月3日 1965年12月26日   | 吉川英治                                | 茂木草介                                | 入野義朗          | 緒形拳 高橋幸治 藤村志保                                                              | ＊1996年重新製播成《秀吉》，全劇為黑白。 ＊主角是安土桃山時代的天下人豐臣秀吉。 | 31.2%      |
| 4     | 源義經 (Minamoto no Yoshitsune)                                      | 1966年1月2日 1966年12月25日   | 村上元三                                | 村上元三                                | 武滿徹            | 尾上菊之助 緒形拳 富司純子                                                            | ＊2005年重新製播成《義經》，全劇為黑白。 ＊講述平安時代的源平合戰的主角源義經。 | 23.5%      |
| 5     | 三姊妹 (San Shimai)                                                  | 1967年1月1日 1967年12月24日   | 大佛次郎                                | 鈴木尚之                                | 佐藤勝            | 岡田茉莉子 藤村志保 栗原小卷                                                          | ＊全劇為黑白。 ＊背景為江戶幕末到明治維新，第一次以虛構人物為主角的大河劇。 ＊此劇為來年紀念明治維新百週年。 | 19.1%      |
| 6     | 龍馬來了 (Ryōma ga Yuku)                                             | 1968年1月7日 1968年12月29日   | 司馬遼太郎                              | 水木洋子                                | 間宮芳生          | 北大路欣也 淺丘琉璃子                                                                 | ＊最後一部以黑白廣播的大河劇。 ＊2010年重新製播成《龍馬傳》。 ＊主角是江戶幕末志士坂本龍馬。 ＊此劇為紀念明治維新及龍馬逝世百週年。 | 14.5%      |
| 7     | 天與地 (Ten to Chi to)                                               | 1969年1月5日 1969年12月28日   | 海音寺潮五郎                            | 中井多喜夫 須藤出穗 杉山義法            | 富田勳            | 石坂浩二 高橋幸治                                                                     | ＊第一部彩色大河劇。 ＊主角是戰國時代越後國大名上杉謙信。 | 25.0%      |
| 8     | 最後的樅木 (Mominoki wa Nokotta)                                     | 1970年1月4日 1970年12月27日   | 山本周五郎                              | 茂木草介                                | 依田光正          | 平幹二朗 吉永小百合 栗原小卷 田中絹代 佐藤慶                                          | ＊講述江戶時代前期之伊達騷動。 | 21.0%      |
| 9     | 春之坂道 (Haru no Sakamichi)                                         | 1971年1月3日 1971年12月26日   | 山岡莊八                                | 杉山義法                                | 三善晃            | 中村錦之助 原田芳雄 市川海老藏                                                        | ＊本劇為紀念主角江戶時代前期之軍法劍術家柳生宗矩誕辰400週年。 | 21.7%      |
| 10    | 新・平家物語 (Shin Heike Monogatari)                                 | 1972年1月2日 1972年12月24日   | 吉川英治                                | 平岩弓枝                                | 富田勳            | 仲代達矢 中村玉緒                                                                     | ＊2012年重新製播成《平清盛》。 ＊主角是平安時代的權臣平清盛。 | 21.4%      |
| 11    | 國盜物語 (Kunitori Monogatari)                                       | 1973年1月7日 1973年12月23日   | 司馬遼太郎                              | 大野靖子                                | 林光              | 平幹二朗 高橋英樹 近藤正臣                                                            | ＊主角是戰國時代之齋藤道三與織田信長。 | 22.4%      |
| 12    | 勝海舟 (Katsu Kaishū)                                                | 1974年1月6日 1974年12月29日   | 子母澤寬                                | 倉本聰 中澤昭二                         | 富田勳            | 渡哲也→松方弘樹                                                                       | ＊主角是江戶幕末時代之開明派幕臣勝海舟。 ＊渡於該年患胸膜炎而病倒，由松方接演並完成餘下集數。 | 24.2%      |
| 13    | 元祿太平記 (Genroku Taiheiki)                                        | 1975年1月5日 1975年12月28日   | 南條範夫                                | 小野田勇 小幡欣治 土橋成男              | 湯淺讓二          | 石坂浩二 江守徹                                                                       | ＊第二次以江戶幕府時代之忠臣藏事件為題材，主角是五代將軍德川綱吉之側用人柳澤吉保。 | 24.7%      |
| 14    | 風與雲與虹 (Kaze to Kumo to Niji to)                                 | 1976年1月4日 1976年12月26日   | 海音寺潮五郎                            | 福田善之                                | 山本直純          | 加藤剛 緒形拳 吉永小百合 草刈正雄 米倉齊加年 山口崇 露口茂                            | ＊講述平安時代中期承平天慶之亂之策動者平將門與藤原純友。 | 24.0%      |
| 15    | 花神 (Kashin)                                                        | 1977年1月2日 1977年12月25日   | 司馬遼太郎                              | 大野靖子                                | 林光              | 中村梅之助 淺丘琉璃子 篠田三郎 中村雅俊                                               | ＊主角是江戶幕末時代長州藩的軍事家大村益次郎。 | 19.0%      |
| 16    | 黃金的日子 (Ōgon no Hibi)                                            | 1978年1月8日 1978年12月24日   | 城山三郎                                | 市川森一 長坂秀佳                       | 池邊晉一郎        | 市川染五郎 栗原小卷 根津甚八 丹波哲郎 緒形拳                                          | ＊主角是安土桃山時代的商人呂宋助左衛門，別名納屋助左衛門。 | 25.9%      |
| 17    | 草燃 (Kusa Moeru)                                                    | 1979年1月7日 1979年12月23日   | 永井路子                                | 中島丈博                                | 湯淺讓二          | 石坂浩二 岩下志麻 松平健 鄉廣美 篠田三郎                                              | ＊主角是鎌倉幕府開創者源賴朝與正室北條政子。 | 26.3%      |
| 18    | 獅子的時代 (Shishi no Jidai)                                         | 1980年1月6日 1980年12月21日   | 山田太一                                | 山田太一                                | 宇崎龍童          | 加藤剛 菅原文太 大原麗子 大竹忍                                                       | ＊背景是江戶幕末至明治維新，第二次以虛構人物為主角的大河劇。 | 21.0%      |
| 19    | 女太閤記 (Onna Taikōki)                                              | 1981年1月11日 1981年12月20日  | 橋田壽賀子                              | 橋田壽賀子                              | 坂田晃一          | 佐久間良子 西田敏行 中村雅俊 池上季實子 藤岡弘                                        | ＊主角是安土桃山時代的天下人豐臣秀吉的正室寧寧。 | 31.8%      |
| 20    | 山頂的群像 (Tōge no Gunzō)                                           | 1982年1月10日 1982年12月19日  | 堺屋太一                                | 富川元文                                | 池邊晉一郎        | 緒形拳 松平健 隆大介 伊丹十三                                                         | ＊第三次以江戶幕府時代之忠臣藏事件為題材。 | 23.7%      |
| 21    | 德川家康 (Tokugawa Ieyasu)                                           | 1983年1月9日 1983年12月18日   | 山岡莊八                                | 小山内美江子                            | 富田勳            | 瀧田榮 役所廣司 武田鐵矢 池上季實子 夏目雅子                                          | ＊涵蓋安土桃山到江戶時代前期，以江戶幕府首任將軍之德川家康為主角。 | 31.2%      |
| 22    | 山河燃燒 (Sanga Moyu)                                                | 1984年1月8日 1984年12月23日   | 山崎豐子                                | 市川森一 香取俊介                       | 林光              | 松本幸四郎 西田敏行 三船敏郎 大原麗子                                                 | ＊唯一以第二次世界大戰時期的日裔美國人為主題的大河劇，「近現代三部作」之第一部，水曜時代劇（現稱『木曜時代劇』）的始祖。（題材因素及改動原作導致評價略遜） | 21.1%      |
| 23    | 春之波濤 (Haruno Hatō)                                               | 1985年1月6日 1985年12月15日   | 杉本苑子                                | 中島丈博                                | 佐藤勝            | 松坂慶子 中村雅俊 風間杜夫                                                            | ＊「近現代三部作」之第二部，水曜時代劇（現稱『木曜時代劇』）的始祖。 ＊講述明治大正時代的頭號女優川上貞奴，隔年將屆主角逝世40週年。（發生侵害著作權情況） | 18.2%      |
| 24    | 命 (Inochi)                                                          | 1986年1月5日 1986年12月14日   | 橋田壽賀子                              | 橋田壽賀子                              | 坂田晃一          | 三田佳子 丹波哲郎 伊武雅刀 宇津井健 野際陽子                                          | ＊「近現代三部作」之第三部，水曜時代劇（現稱『木曜時代劇』）的始祖。 ＊講述二次世界大戰後的經濟高速增長化的農村，集體就業，石油衝擊等主要事件，唯一一部無歷史人物登場的大河劇。（近現代三部曲收視率最佳）                                                                                          | 29.3%      |
| 25    | 獨眼龍政宗 (Dokuganryū Masamune)                                     | 1987年1月4日 1987年12月13日   | 山岡莊八                                | 詹姆斯三木                              | 池邊晉一郎        | 渡邊謙 櫻田淳子 北大路欣也 岩下志麻 三浦友和 西鄉輝彥                                 | ＊主角是安土桃山到江戶時代前期的武將伊達政宗。 ＊至2016年為止平均收視率最高的大河劇。 | 39.7%      |
| 26    | 武田信玄 (Takeda Shingen)                                            | 1988年1月10日 1988年12月18日  | 新田次郎                                | 田向正健                                | 山本直純          | 中井貴一 柴田恭兵 紺野美沙子 若尾文子 平幹二朗 西田敏行 中村勘九郎 杉良太郎           | ＊主角是日本戰國時代的甲斐國大名武田信玄。 | 39.2%      |
| 27    | 春日局 (Kasuga no Tsubone)                                           | 1989年1月1日 1989年12月17日   | 橋田壽賀子                              | 橋田壽賀子                              | 坂田晃一          | 大原麗子 佐久間良子 長山藍子 中村雅俊 山下真司 丹波哲郎 江口洋介                      | ＊主角是江戶幕府三代將軍德川家光乳母春日局。（播映期間發生昭和天皇崩殂） | 32.4%      |
| 28    | 宛如飛翔 (Tobu ga Gotoku)                                            | 1990年1月7日 1990年12月9日    | 司馬遼太郎                              | 小山內美江子                            | 一柳慧            | 西田敏行 鹿賀丈史 田中裕子 賀來千香子 高橋英樹 加山雄三                               | ＊採雙主人公模式，以薩摩藩下級武士西鄉隆盛和大久保利通為主角，描述他們年輕時代推翻幕府、建立明治政府、意見相左等的故事。 | 23.2%      |
| 29    | 太平記 (Taiheiki)                                                    | 1991年1月6日 1991年12月25日   | 吉川英治                                | 池端俊策 仲倉重郎                       | 三枝成彰          | 真田廣之 澤口靖子 高嶋政伸 武田鐵矢 藤村志保 緒形拳 片岡孝夫                          | ＊主角是鎌倉南北朝時代建立室町幕府的足利尊氏，描述其推翻鐮倉幕府、北條執政與朝廷爭鬥的故事。 | 26.0%      |
| 30    | 信長KING OF ZIPANGU (Nobunaga, King of Zipangu)                      | 1992年1月5日 1992年12月13日   | 田向正健                                | 田向正健                                | 毛利藏人          | 緒形直人 菊池桃子 仲村亨 鄉廣美 宇津井健 平幹二朗                                     | ＊主角是安土桃山時代的戰國大名織田信長。 ＊以外國傳教士的觀點來描述織田信長的一生，也是首部外國籍擔任旁白。 | 24.6%      |
| 31    | 琉球之風 (Ryūkyū no Kaze)                                            | 1993年1月10日 1993年6月13日   | 陳舜臣                                  | 山田信夫                                | 長生淳            | 東山紀之 渡部篤郎 原田知世 小林旭 江守徹 萩原健一                                     | ＊「浪漫大河劇」之第一部，目前（2025）大河劇唯一的半年番。 ＊講述江戶時代的琉球王朝。（琉球地區首集收視率高達82%） | 17.3%      |
| 32    | 炎立 (Homura Tatsu)                                                  | 1993年7月4日 1994年3月13日    | 高橋克彥                                | 中島丈博                                | 菅野由弘          | 渡邊謙 村上弘明 古手川祐子 野村宏伸 里見浩太朗 渡瀨恆彥                               | ＊「浪漫大河劇」之第二部。 ＊講述平安時代的奧州藤原氏的興亡，主角為藤原經清、藤原清衡、藤原秀衡與藤原泰衡四代。 | 17.7%      |
| 33    | 花之亂 (Hana no Ran)                                                 | 1994年4月3日 1994年12月25日   | 市川森一                                | 市川森一                                | 三枝成彰          | 三田佳子 市川團十郎 草刈正雄 萬屋錦之介 野村萬齋                                      | ＊「浪漫大河劇」之第三部。 ＊主角是室町幕府八代將軍足利義政正室日野富子，講述其鉤心鬥角，滋生應仁之亂的故事。 | 14.1%      |
| 34    | 八代將軍吉宗 (Hachidai Shōgun Yoshimune)                             | 1995年1月8日 1995年12月10日   | 詹姆斯三木                              | 詹姆斯三木                              | 池邊晉一郎        | 西田敏行 大瀧秀治 小林稔侍 中村梅雀 石坂浩二 瀧田榮 中井貴一 津川雅彥                 | ＊主角是江戶幕府八代將軍德川吉宗，講述其進行享保改革、整飭吏政的故事。 | 26.4%      |
| 35    | 秀吉 (Hideyoshi)                                                     | 1996年1月7日 1996年12月22日   | 堺屋太一                                | 竹山洋                                  | 小六禮次郎        | 竹中直人 澤口靖子 高嶋政伸 村上弘明 渡哲也 仲代達矢                                   | ＊主角是安土桃山時代的天下人豐臣秀吉。 | 30.5%      |
| 36    | 毛利元就 (Mōri Motonari)                                             | 1997年1月5日 1997年12月14日   | 永井路子                                | 内館牧子                                | 渡邊俊幸          | 中村橋之助 富田靖子 上川隆也 松重豐 惠俊彰 松坂慶子 細川俊之 緒形拳                   | ＊主角是戰國時代的大名毛利元就，此劇紀念主角誕辰500週年。 | 23.4%      |
| 37    | 德川慶喜 (Tokugawa Yoshinobu)                                        | 1998年1月4日 1998年12月13日   | 司馬遼太郎                              | 田向正健                                | 湯淺讓二          | 本木雅弘 菅原文太 若尾文子 石田光 杉良太郎                                            | ＊主角是江戶幕府末代將軍德川慶喜。 ＊此劇為紀念明治維新及大政奉還130週年。 | 21.1%      |
| 38    | 元祿繚亂 (Genroku Ryōran)                                            | 1999年1月10日 1999年12月12日  | 舟橋聖一                                | 中島丈博                                | 池邊晉一郎        | 中村勘九郎 大竹忍 東山紀之 宮澤理惠 石坂浩二                                          | ＊第四次以江戶幕府時代之忠臣藏事件為題材。 | 20.2%      |
| 39    | 葵德川三代 (Aoi Tokugawa Sandai)                                     | 2000年1月9日 2000年12月17日   | 詹姆斯三木                              | 詹姆斯三木                              | 岩代太郎          | 津川雅彥 西田敏行 尾上辰之助 岩下志麻 小川真由美 江守徹                               | ＊江戶幕府將軍德川家康、德川秀忠、德川家光祖孫三代的故事 ＊第一部開始以高畫質製作的大河劇。 ＊此劇為紀念關原之戰400週年，故本劇以關原之戰為開頭。 | 18.5%      |
| 40    | 北條時宗 (Hōjō Tokimune)                                             | 2001年1月7日 2001年12月9日    | 高橋克彥                                | 井上由美子                              | 栗山和樹          | 和泉元彌 渡邊謙 渡部篤郎 淺野溫子 柳葉敏郎 北大路欣也                                 | ＊主角是鎌倉時代的北條時宗，描述時宗與哥哥爭鬥、蒙古帝國侵略日本等的故事。 | 18.5%      |
| 41    | 利家與松～加賀百萬石物語～ (Toshiie to Matsu)                        | 2002年1月6日 2002年12月15日   | 竹山洋                                  | 竹山洋                                  | 渡邊俊幸          | 唐澤壽明 松島菜菜子 反町隆史 香川照之 酒井法子 竹野內豐 松平健                        | ＊第一部以高解像廣播的大河劇。 ＊主角是安土桃山時代的戰國大名前田利家與正室芳春院。 | 22.1%      |
| 42    | 武藏MUSASHI (Musashi)                                                | 2003年1月5日 2003年12月7日    | 吉川英治                                | 鎌田敏夫                                | 恩尼奥・莫里科内  | 市川新之助 米倉涼子 堤真一 松岡昌宏 中井貴一 渡瀨恆彥                                 | ＊主角是江戶時代初期的劍客宮本武藏。 | 16.7%      |
| 43    | 新選組! (Shinsengumi!)                                               | 2004年1月11日 2004年12月12日  | 三谷幸喜                                | 三谷幸喜                                | 服部隆之          | 香取慎吾 山本耕史 藤原龍也 堺雅人 江口洋介 佐藤浩市 優香                              | ＊講述江戶時代幕末的京都守護職下由近藤勇與土方歲三帶領的警備組織新選組的興衰。 ＊此劇正值日美通商條約150週年，故本劇以黑船事件為開頭。 ＊目前唯一播出續集的大河劇，於2006年播出的「正月時代劇」《新選組!! 土方歲三的最後一日》。                                                                   | 17.4%      |
| 44    | 義經 (Yoshitsune)                                                    | 2005年1月9日 2005年12月11日   | 宮尾登美子                              | 金子成人                                | 岩代太郎          | 瀧澤秀明 石原聰美 上戶彩 松平健 平幹二朗 松坂慶子 中井貴一 渡哲也                     | ＊為1966年大河劇《源義經》重新製播版。 ＊講述平安時代的源平合戰主角源義經。 | 19.5%      |
| 45    | 功名十字路 (Kōmyō ga Tsuji)                                          | 2006年1月8日 2006年12月10日   | 司馬遼太郎                              | 大石靜                                  | 小六禮次郎        | 仲間由紀惠 上川隆也 武田鐵矢 淺野優子 柄本明 西田敏行 館廣                            | ＊講述安土桃山時代的戰國大名山內一豐與正室千代。 | 20.9%      |
| 46    | 風林火山 (Fūrin Kazan)                                               | 2007年1月7日 2007年12月16日   | 井上靖                                  | 大森壽美男                              | 千住明            | 內野聖陽 市川龜治郎 Gackt 柴本幸 千葉真一 藤村志保 緒形拳 仲代達矢                    | ＊講述戰國時代武田信玄的軍師山本勘助。 ＊本劇紀念原著作家井上靖誕辰100週年。 | 18.7%      |
| 47    | 篤姬 (Atsu-hime)                                                     | 2008年1月6日 2008年12月14日   | 宮尾登美子                              | 田渕久美子                              | 吉俁良            | 宮崎葵 瑛太 堺雅人 堀北真希 玉木宏 松坂慶子 高橋英樹 北大路欣也                       | ＊講述江戶時代幕末的13代將軍德川家定的正室天璋院。 ＊此劇為紀念明治維新及無血開城140週年。 | 24.5%      |
| 48    | 天地人 (Tenchijin)                                                   | 2009年1月4日 2009年11月22日   | 火坂雅志                                | 小松江里子                              | 大島滿            | 妻夫木聰 北村一輝 常盤貴子 高島禮子 阿部寬                                            | ＊主角是安土桃山到江戶時代初期上杉氏家老直江兼續。 | 21.2%      |
|       | 坂上之雲 （Saka no Ue no Kumo）                                      | 2009年11月29日 2011年12月25日 | 司馬遼太郎                              | 野澤尚 柴田岳志 佐藤幹夫 加藤拓         | 久石讓            | 本木雅弘 阿部寬 香川照之                                                              | ＊原定2006年播放，但因編劇自殺身亡，使其延至2009至2011年的三年內分部播放。 ＊每集的時長為90分鐘，三年共13集，時間總和是普通大河劇的一半。 | 未統計     |
| 49    | 龍馬傳 （Ryōma Den）                                                 | 2010年1月3日 2010年11月28日   | 福田靖                                  | 福田靖                                  | 佐藤直紀          | 福山雅治 香川照之 武田鐵矢 高橋克實 廣末涼子 真木陽子 蒼井優                          | ＊以明治時代三菱郵便汽船商社創始人岩崎彌太郎的觀點描述坂本龍馬三十一年的生涯。 | 18.7%      |
| 50    | 江～公主們的戰國～ （Go〜Hime Tachi no Sengo〜）                     | 2011年1月9日 2011年11月27日   | 田渕久美子                              | 田渕久美子                              | 吉俁良            | 上野樹里 宮澤理惠 水川麻美 鈴木保奈美 向井理 豐川悅司 岸谷五朗 北大路欣也             | ＊講訴淺井長政與織田信長之妹阿市的女兒、德川秀忠之妻江和两位姐姐茶茶、阿初各自波亂的一生。 | 17.7%      |
| 51    | 平清盛 （Taira-nokiyomori）                                          | 2012年1月8日 2012年12月23日   | 藤本有紀                                | 藤本有紀                                | 吉松隆            | 松山研一 深田恭子 玉木宏 岡田將生 杏 松田翔太 中井貴一                                | ＊不同於以往清盛的反派角色印象，而是作為開闢了新時代的挑戰者所描寫其一生。描述平清盛如何從討伐海賊建立戰功，與皇室公卿鬥爭，擊敗源氏，最後成為武士之王、海之霸者的一生。 | 12.0%      |
| 52    | 八重之櫻 （Yae no Sakura）                                           | 2013年1月6日 2013年12月15日   | 山本睦 吉澤智子 三浦有為子              | 山本睦                                  | 坂本龍一 中島伸行 | 綾瀨遙 西島秀俊 長谷川博己 小田切讓 綾野剛                                            | ＊描述鐵砲世家出身的新島八重，如何成為日本的南丁格爾，並在當時男尊女卑的觀念下與丈夫平起平坐、走自己的路。 ＊原題企劃與此劇無關，但2011年3月11日發生東日本大震災，NHK為支援東北復興而更換方針。 | 14.6%      |
| 53    | 軍師官兵衛 （Gunshi Kanbee）                                         | 2014年1月5日 2014年12月21日   | 前川洋一                                | 前川洋一                                | 菅野祐悟          | 冈田准一 中谷美紀 竹中直人 黑木瞳 速水茂虎道 濱田岳 高橋一生 江口洋介 寺尾聰 松坂桃李 | ＊日本战国安土桃山时代的武将，丰臣家的家臣黑田官兵卫。 | 15.8%      |
| 54    | 花燃 （Hanamoyu）                                                    | 2015年1月4日 2015年12月13日   | 大島里美 宮村優子 金子亞里沙 小松江里子 | 大島里美 宮村優子 金子亞里沙 小松江里子 | 川井憲次          | 井上真央 大澤隆夫 伊勢谷友介 高良健吾 東出昌大                                        | ＊主角為幕末長州藩士吉田松陰的妹妹、久坂玄瑞之妻杉文（後改名楫取美和子）。 | 12.0%      |
| 55    | 真田丸 （Sanadamaru）                                                | 2016年1月10日 2016年12月18日  | 三谷幸喜                                | 三谷幸喜                                | 服部隆之          | 堺雅人 大泉洋 長澤雅美 內野聖陽 草刈正雄                                              | ＊描述被稱為「日本第一勇士」，信濃豪族真田氏領主真田昌幸次子真田信繁的故事。 ＊此劇正值大坂夏之陣400週年。 | 16.6%      |
| 56    | 女城主 直虎 （Onnajōshu Naotora）                                    | 2017年1月8日 2017年12月17日   | 森下佳子                                | 森下佳子                                | 菅野洋子          | 柴崎幸 三浦春馬 高橋一生 菅田將暉 阿部貞夫                                            | ＊主角為井伊直政之養母，俗稱「女地頭」的井伊直虎。 | 12.8%      |
| 57    | 西鄉殿 （Segodon）                                                   | 2018年1月7日 2018年12月16日   | 林真理子                                | 中園美保                                | 富貴晴美          | 鈴木亮平 瑛太 黑木華 北川景子 錦戶亮                                                  | ＊主角為薩摩藩下級武士，維新三傑之一的西鄉隆盛。 ＊此劇為紀念明治維新150週年。 | 12.7%      |
| 58    | 韋馱天～東京奧運故事～ （Idaten～Tokyo Olympic Banashi～）           | 2019年1月6日 2019年12月15日   | 宮藤官九郎                              | 宮藤官九郎                              | 大友良英          | 中村勘九郎 阿部貞夫 綾瀨遙 生田斗真 役所廣司                                          | ＊主角為有「日本馬拉松之父」之譽的金栗四三及1964年東京奧運的主要籌措者田畑政治。 ＊時代背景為日本初次參加的1912年斯德哥爾摩奧運至首次主辦的1964年東京奧運之間，是齣橫跨50年的群像劇，並是33年來再度的近現代題材。 ＊此劇為慶祝下一年舉行——由日本主辦的2020年東京奧運，首部以4K解析度攝製的大河劇。 | 8.2%       |
| 59    | 麒麟來了 （Kirin ga Kuru）                                           | 2020年1月19日 2021年2月7日    | 池端俊策 前川洋一 岩本真耶              | 池端俊策 前川洋一 岩本真耶              | 約翰・葛拉翰      | 長谷川博己 門脇麥 高橋克典 染谷將太 木村文乃 本木雅弘                                 | ＊主角為日本戰國安土桃山時代的武將明智光秀。 | 14.4%      |
| 60    | 直衝青天 （Seiten wo Tsuke）                                         | 2021年2月14日 2021年12月26日  | 大森美香                                | 大森美香                                | 佐藤直紀          | 吉澤亮 高良健吾 橋本愛 竹中直人 草彅剛 堤真一                                         | ＊主角為創辦500餘家公共實業，被後世譽為「日本資本主義之父」，且中選為2024年新萬圓紙幣肖像的澀澤榮一。 | 14.1%      |
| 61    | 鎌倉殿的13人 （Kamakuradono no Jusannin）                            | 2022年1月9日 2022年12月18日   | 三谷幸喜                                | 三谷幸喜                                | 埃文・考爾        | 小栗旬 小池榮子 大泉洋 山本耕史 宮澤理惠 松平健                                       | ＊主角為鎌倉幕府第二代執權北條義時。 ＊首部有海外網路平台緊貼播放的大河劇。 | 12.7%      |
| 62    | 怎麼辦家康 （Dousuru Ieyasu）                                        | 2023年1月8日 2023年12月17日   | 古澤良太                                | 古澤良太                                | 稻本響            | 松本潤 有村架純 岡田准一 室剛 阿部寬 野村萬齋                                         | ＊描述德川家康如何克服險阻，多難興邦，從蕞爾小城之主躍居六十八州統治者的故事。 | 11.2%      |
| 63    | 致光之君 （Hikarukimi e）                                            | 2024年1月7日 2024年12月15日   | 大石靜                                  | 大石靜                                  | 冬野由美          | 吉高由里子 柄本佑                                                                     | ＊主角為平安時代的女性文學家，《源氏物語》的作者紫式部。 | 10.7%      |
| 64    | 豈有此理〜蔦重繁華如夢故事〜 （Berabo Tsutaju Eika no Yume Banashi） | 2025年1月5日                  | 森下佳子                                | 森下佳子                                | 約翰・葛拉翰      | 橫濱流星 渡邊謙 染谷將太 宮澤冰魚 片岡愛之助                                          | ＊主人公為江戶時代黃紙畫及浮世繪等風格畫作出版人蔦屋重三郎，描述當時日本的藝文產業如何篳路藍縷，漸漸成為日本最具代表性藝術文化的故事。 | 待統計     |
| 65    | 豐臣兄弟！ （Toyotomi Kyodai）                                       | 2026年1月4日                  | 八津弘幸                                | 八津弘幸                                |                   | 仲野太賀 池松壯亮                                                                     | ＊主人公為戰國時代名將豐臣秀吉的弟弟豐臣秀長，描述豐臣兄弟憑藉兄弟之間的深厚羈絆完成天下統一偉業的奇蹟。 | 待播       |
| 66    | 逆賊的幕臣 （Gyakuzoku no Bakushin）                                 | 2027年                        | 安達奈緒子                              | 安達奈緒子                              |                   | 松坂桃李                                                                              | ＊主人公為人稱「勝海舟的對手」，於幕末時代為近代化奔走並建立橫須賀造船所的小栗忠順。 | 待播       |

## 水曜（星期三）時代劇列表
| 排序 | 劇名 | 播出起訖日期               | 原著       | 編劇                     | 音樂     | 出演者                                             | 備註                                                                                               |
| ---- | ---- | -------------------------- | ---------- | ------------------------ | -------- | -------------------------------------------------- | -------------------------------------------------------------------------------------------------- |
| 1    |      | 1984年4月4日 1985年3月13日 | 吉川英治   | 杉山義法                 | 三枝成彰 | 役所廣司 古手川祐子 中康次 奧田瑛二                | ＊主角為戰國時期一代劍聖宮本武藏 ＊此劇為紀念主角誕辰400週年                                       |
| 2    |      | 1985年4月3日 1986年3月19日 | 池波正太郎 | 金子成人                 |          | 渡瀨恆彥 草刈正雄 丹波哲郎                         | ＊主角為戰國時期真田家父子三人真田昌幸、真田信之和真田幸村。                                       |
| 3    |      | 1986年4月9日 1986年12月3日 | 富田常雄   | 杉山義法 下川博 松島利明 | 毛利藏人 | 中村吉右衛門 川野太郎 荻野目慶子 強尼大倉 菅原文太 | ＊主角為平安時期追隨源義經的僧兵武藏坊弁慶 ＊此劇正值導致平家滅亡的壇之浦之戰、以及弁慶逝世800週年 |

## 日本各历史時代播出次數
截至目前公佈為止，大河劇以戰國時代以及幕末維新時期播出最多，主要原因為動亂時期巨大轉變較吸引民眾觀看，至今為止無平安時代以前背景之大河劇播出。
| 時期                               | 次數 | 主角備註                                             |
| ---------------------------------- | ---- | ---------------------------------------------------- |
| 平安時代-鐮倉时代                  | 10   | 平清盛（二次）、源義經（二次）                       |
| 室町时代前中期                     | 2    |                                                      |
| 戰國时代-安土桃山时代-江戶时代初期 | 25   | 織田信長（二次）、豐臣秀吉（二次）、德川家康（三次） |
| 江戶时代中后期                     | 7    | 赤穗事件（四次）                                     |
| 幕末-維新時期                      | 15   | 坂本龍馬（二次）、西鄉隆盛（二次）                   |
| 明治时期-現代                      | 4    |                                                      |

## 與NHK红白歌合战的關係
NHK不定期會邀請大河劇主角擔任紅白歌合戰的主持人，隨主角之性別分配紅組或白組主持。
| 屆數 | 主持       | 組隊   | 所參演之大河劇             |
| ---- | ---------- | ------ | -------------------------- |
| 41   | 西田敏行   | 白     | 《宛如飛翔》               |
| 47   | 松隆子     | 紅     | 《秀吉》                   |
| 50   | 中村勘三郎 | 白     | 《元祿繚亂》               |
| 51   | 和泉元彌   | 白     | 《北條時宗》               |
| 56   | 仲間由紀惠 | 紅     | 《功名十字路》             |
| 57   | 仲間由紀惠 | 紅     | 《功名十字路》             |
| 64   | 綾瀨遙     | 紅     | 《八重之櫻》               |
| 70   | 綾瀨遙     | 紅     | 《韋駄天～東京奧運故事～》 |
| 72   | 大泉洋     | 不分組 | 《鎌倉殿的13人》           |

## 外部連結
- NHK大河劇一覽（页面存档备份，存于）（日語）